# Peñagrande metróállomás
Peñagrande metróállomás Spanyolország fővárosában, Madridban a madridi metró 7-es vonalán. Tulajdonosa és üzemeltetője a Consorcio Regional de Transportes de Madrid.

## Metróvonalak
Az állomást az alábbi metróvonalak érintik:
- 7-es metróvonal

## Kapcsolódó állomások
A metróállomáshoz az alábbi állomások vannak a legközelebb:
- Avenida de la Ilustración (Pitis, 7-es metróvonal)
- Antonio Machado (Hospital del Henares, 7-es metróvonal)